# Molophilus brevihamatus
Molophilus brevihamatus là một loài ruồi trong họ Limoniidae. Chúng phân bố ở miền Cổ bắc.